# Niquelhexahidrita
La niquelhexahidrita és un mineral de la classe dels sulfats. El seu nom fa referència al fet que és l'anàleg mineral amb níquel de l'hexahidrita, al grup de la qual pertany.

## Característiques
La niquelhexahidrita és un sulfat de fórmula química NiSO₄(H₂O)₆. Cristal·litza en el sistema monoclínic en escorces i recobriments cristal·lins, que potser es formin només durant temporades relativament seques. La seva duresa a l'escala de Mohs és 2. És el dimorf de la retgersita.
Segons la classificació de Nickel-Strunz, la niquelhexahidrita pertany a «07.CB: Sulfats (selenats, etc.) sense anions addicionals, amb H₂O, amb cations de mida mitjana» juntament amb els següents minerals: dwornikita, gunningita, kieserita, poitevinita, szmikita, szomolnokita, cobaltkieserita, sanderita, bonattita, aplowita, boyleïta, ilesita, rozenita, starkeyita, drobecita, cranswickita, calcantita, jôkokuïta, pentahidrita, sideròtil, bianchita, chvaleticeïta, ferrohexahidrita, hexahidrita, moorhouseïta, retgersita, bieberita, boothita, mal·lardita, melanterita, zincmelanterita, alpersita, epsomita, goslarita, morenosita, alunògen, metaalunògen, aluminocoquimbita, coquimbita, paracoquimbita, romboclasa, kornelita, quenstedtita, lausenita, lishizhenita, römerita, ransomita, apjohnita, bilinita, dietrichita, halotriquita, pickeringita, redingtonita, wupatkiïta i meridianiïta.

## Formació i jaciments
La niquelhexahidrita es forma a partir de solucions aquoses a menys de 31,5 °C. Va ser descoberta a la mina Severniy, al dipòsit de Cu-Ni de Talnakh (Norilsk, Rússia) en forma de precipitat de les aigües mineres a la part inferior de la mina de níquel a cel obert, i en la zona d'oxidació de roques de gabre-dolerita amb níquel. També ha estat descrita a Alemanya, Austràlia, Àustria, Bòsnia i Hercegovina, el Canadà, Finlàndia (en zones de cisallament
en el talc sobre roques ultramàfiques), Grècia, Itàlia, el Japó, Noruega, el Regne Unit, la República Txeca i Suïssa. Sol trobar-se associada a morenosita.